# Domenico Induno

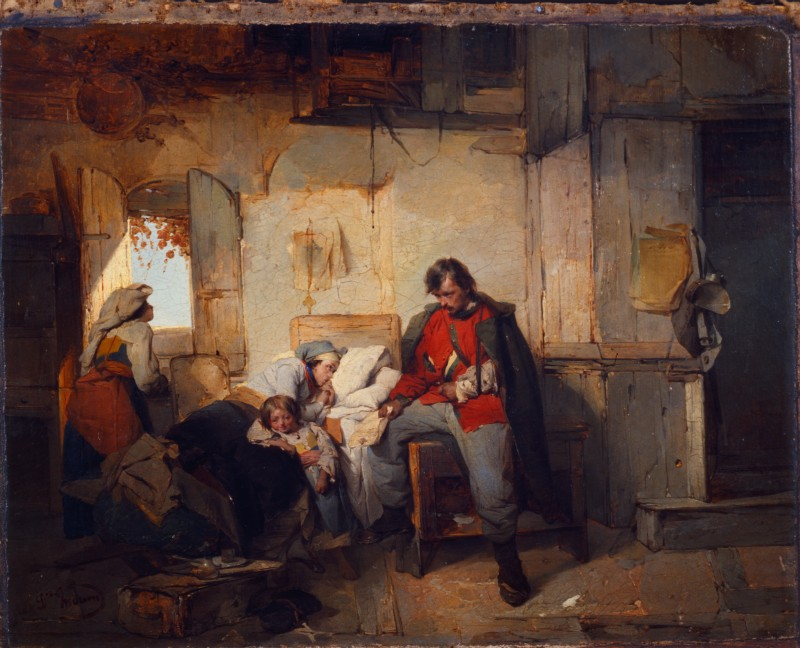
El Regreso del Soldado Herido, c. 1854 (Fondazione Cariplo)

Domenico Induno (Milán, 14 de mayo de 1815 – Milán, 5 de noviembre de 1878) fue un pintor italiano, aunque en sus orígenes se desempeñó como herrero.

## Biografía
Nació y murió en Milán. Estudió en la Academia de Bellas Artes de Brera, en esa misma ciudad, bajo la guía de Luigi Sabatelli. Fue compañero de Cherubino Cornienti, Giuseppe Mongeri, y Mauro Conconi. Unos años más tarde, Induno se mudó a Roma. 
Su hermano más joven, Gerolamo Induno también fue un pintor. Domenico Induno se casó con la hermana del pintor suizo Angelo Trezzini. A menudo hacía lienzos patrióticos, en un estilo que le debe mucho tanto a Ingres como a Francesco Hayez.

## Obras

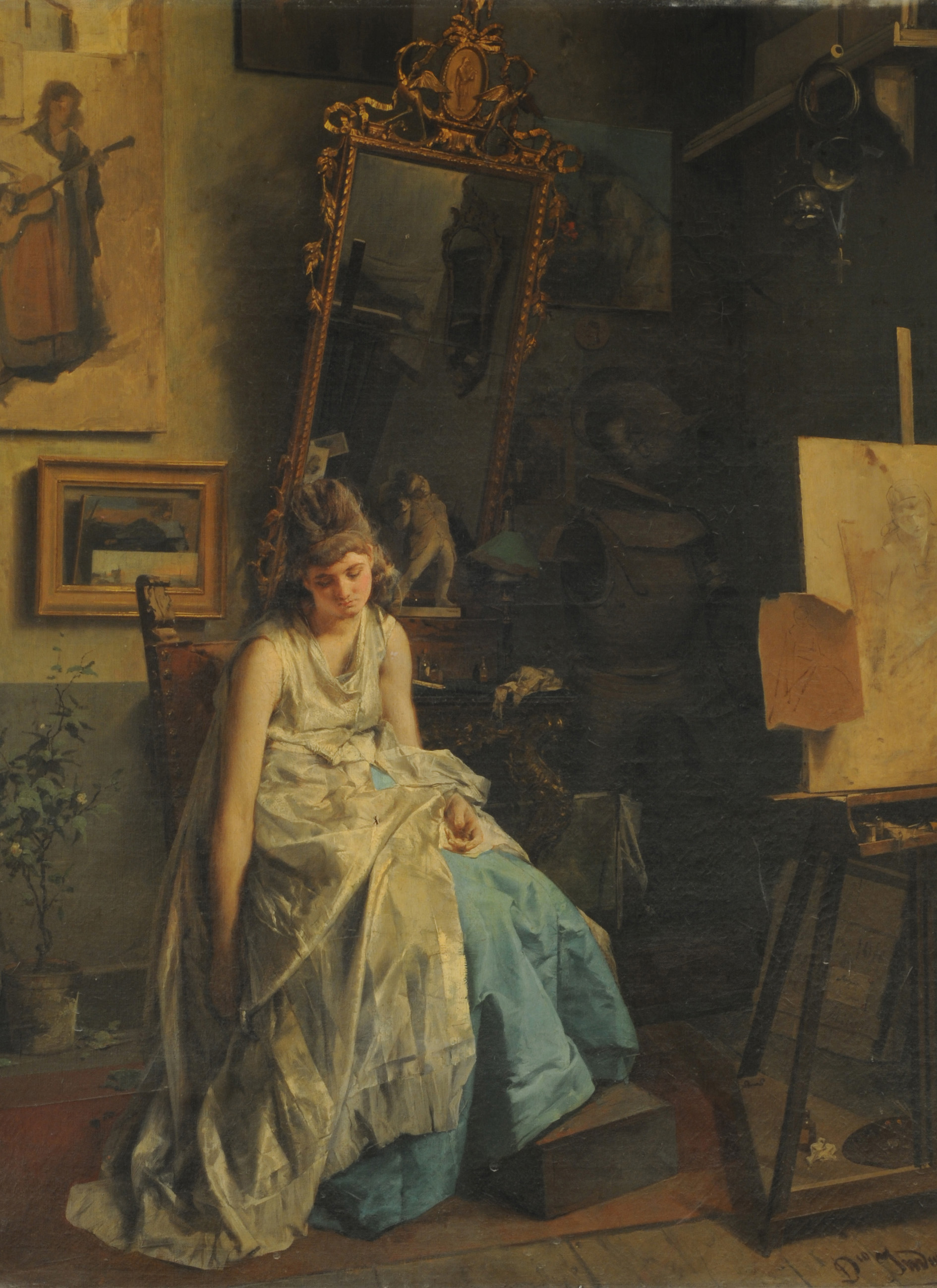
La modelo - Domenico Induno

Entre sus pinturas se cuentan: 
- Los Mendigos
- El Conflagraciónn
- El Despacho
- Los Contrabandistas
- La lágrima del Soldado
- La Corona de Rosas
- Samuel y David

## Otros proyectos
Contenido multimedia relacionado con Domenico Induno en Wikimedia Commons

## Antología parcial
- http://www.antiquars.com/pittura800/romanticismo/indunod.htm

- Datos: Q3034741
- Multimedia: Domenico Induno / Q3034741